# Олексіївське (електродепо)
Електродепо «Олексіївське» (в перспективі — ТЧ-3) — майбутнє третє електродепо Олексіївської лінії Харківського метрополітену, що наразі будується.
Депо має бути побудовано у північно-західній частині міста за окружною дорогою, в районі житлового масива «Олексіївка».
Протяжність перегінних тунелів до електродепо складе 756 метрів. Саме електродепо розраховано на 100 вагонів і передбачає створення 239 нових робочих місць.

## Будівництво
Станом на початок 2009 року відведено територію під будівництво, проєкт та кошторис будівництва знаходився на узгодженні в Києві.
5 жовтня 2011 року голова наглядової ради ВАТ СБМУ «Тунельбуд» Микола Шевякін заявив, що будівництво електродепо за станцією метро «Перемога» не передбачається. Замість електродепо планується використовувати за станцією подовжені оборотні тупики.
Станом на початок 2017 року відведено територію під будівництво. У листопаді 2017 року розпочалося будівництво тунелів до депо, завдовжки 756 метрів. До Дня міста у 2018 році було побудувано 206 метрів. Тунелі вирішено будувати відкритим способом. Після перетину окружної дороги гілка до електродепо має пройти вздовж магістралі. Саме електродепо планувалось робити наземним.
31 травня 2022 року стало відомо про зміну проєктної документації у зв'язку із повномасштабним вторгненням Росії в Україну, внаслідок якого депо планується побудувати підземним, що є безпрецедентним для таких об'єктів на пострадянському просторі — усі депо на його території знаходяться на поверхні.